# Фонтен ле Дижон
Фонтен ле Дижон (фр. Fontaine-lès-Dijon) насеље је и општина у источном делу централне Француске у региону Бургоња, у департману Златна обала која припада префектури Дижон.
По подацима из 2011. године у општини је живело 9136 становника, а густина насељености је износила 2034,74 становника/km². Општина се простире на површини од 4,49 km². Налази се на средњој надморској висини од 336 метара (максималној 337 m, а минималној 250 m).

## Демографија
| 1962. | 1968. | 1975. | 1982. | 1990. | 1999. | 2011. |
| ----- | ----- | ----- | ----- | ----- | ----- | ----- |
| 2.687 | 3.698 | 5.010 | 7.066 | 7.856 | 8.878 | 9.136 |

График промене броја становника у току последњих година